# Campionati mondiali di snowboard 2005
I Campionati mondiali di snowboard 2005 si sono svolti a Whistler Mountain, in Canada, fra il 15 ed il 23 gennaio 2005.

## Risultati

### Uomini

#### Parallelo
| Posizione | Atleta             | Nazione |
| --------- | ------------------ | ------- |
| 1         | Jasey Jay Anderson | Canada  |
| 2         | Nicolas Huet       | Francia |
| 3         | Siegfried Grabner  | Austria |

Data: 19 gennaio 2005

#### Gigante parallelo
| Posizione | Atleta             | Nazione  |
| --------- | ------------------ | -------- |
| 1         | Jasey Jay Anderson | Canada   |
| 2         | Urs Eiselin        | Svizzera |
| 3         | Nicolas Huet       | Francia  |

Data: 18 gennaio 2005

#### Snowboardcross
| Posizione | Atleta          | Nazione     |
| --------- | --------------- | ----------- |
| 1         | Seth Wescott    | Stati Uniti |
| 2         | François Boivin | Canada      |
| 3         | Jayson Hale     | Stati Uniti |

Data: 16 gennaio 2005

#### Big Air
| Posizione | Atleta             | Nazione   |
| --------- | ------------------ | --------- |
| 1         | Antti Autti        | Finlandia |
| 2         | Matevz Petek       | Slovenia  |
| 3         | Andreas Jakombsson | Svezia    |

Data: 21 gennaio 2005

#### Halfpipe
| Posizione | Atleta           | Nazione   |
| --------- | ---------------- | --------- |
| 1         | Antti Autti      | Finlandia |
| 2         | Justin Lamoureux | Canada    |
| 3         | Kim Christiansen | Norvegia  |

Data: 22 gennaio 2005

### Donne

#### Slalom Parallelo
| Posizione | Atleta         | Nazione  |
| --------- | -------------- | -------- |
| 1         | Daniela Meuli  | Svizzera |
| 2         | Heidi Neururer | Austria  |
| 3         | Doresia Krings | Austria  |

Data: 19 gennaio 2005

#### Gigante parallelo
| Posizione | Atleta             | Nazione  |
| --------- | ------------------ | -------- |
| 1         | Manuela Riegler    | Austria  |
| 2         | Swetlana Boldikowa | Russia   |
| 3         | Doresia Krings     | Svizzera |

Data: 18 gennaio 2005

#### Snowboardcross
| Posizione | Atleta             | Nazione     |
| --------- | ------------------ | ----------- |
| 1         | Lindsey Jacobellis | Stati Uniti |
| 2         | Karine Ruby        | Francia     |
| 3         | Maëlle Ricker      | Canada      |

Data: 16 gennaio 2005

#### Halfpipe
| Posizione | Atleta        | Nazione     |
| --------- | ------------- | ----------- |
| 1         | Doriane Vidal | Francia     |
| 2         | Manuela Pesko | Svizzera    |
| 3         | Hannah Teter  | Stati Uniti |

Data: 22 gennaio 2005

## Medagliere per nazioni
| Nazione     | Oro | Argento | Bronzo | Totale |
| ----------- | --- | ------- | ------ | ------ |
| Canada      | 2   | 2       | 1      | 5      |
| Stati Uniti | 2   | 0       | 2      | 4      |
| Finlandia   | 2   | 0       | 0      | 2      |
| Francia     | 1   | 2       | 1      | 4      |
| Svizzera    | 1   | 2       | 0      | 3      |
| Austria     | 1   | 1       | 3      | 5      |
| Slovenia    | 0   | 1       | 0      | 1      |
| Russia      | 0   | 1       | 0      | 1      |
| Norvegia    | 0   | 0       | 1      | 1      |
| Svezia      | 0   | 0       | 1      | 1      |